# Порт-Шарлотт (Флорида)
Порт-Шарлотт (англ. Port Charlotte) — статистически обособленная местность, расположенная в округе Шарлотт (штат Флорида, США) с населением в 46 451 человек по статистическим данным переписи 2000 года.

## География
По данным Бюро переписи населения США статистически обособленная местность Порт-Шарлотт имеет общую площадь в 61,9 квадратных километров, из которых 57,76 кв. километров занимает земля и 4,14 кв. километров — вода. Площадь водных ресурсов округа составляет 6,69 % от всей его площади.
Статистически обособленная местность Порт-Шарлотт расположена на высоте 1 м над уровнем моря.
| Показатель                    | Янв. | Фев. | Март | Апр. | Май  | Июнь  | Июль  | Авг.  | Сен.  | Окт. | Нояб. | Дек. | Год    |
| ----------------------------- | ---- | ---- | ---- | ---- | ---- | ----- | ----- | ----- | ----- | ---- | ----- | ---- | ------ |
| Средний суточный максимум, °C | 23,9 | 24,4 | 26,7 | 28,9 | 31,7 | 32,8  | 33,3  | 33,3  | 32,8  | 30   | 27,2  | 24,4 | 28,9   |
| Средний суточный минимум, °C  | 11,1 | 11,7 | 13,9 | 16,1 | 18,9 | 22,2  | 22,8  | 23,3  | 22,8  | 19,4 | 15,6  | 12,2 | 17,2   |
| Норма осадков, мм             | 56,1 | 58,7 | 68,8 | 43,2 | 80   | 214,6 | 197,6 | 198,6 | 171,4 | 79,2 | 47,5  | 45   | 1260,9 |
| Источник: The Weather Channel |      |      |      |      |      |       |       |       |       |      |       |      |        |

## Демография
| Год переписи        | Нас.  |  | %±     |
| ------------------- | ----- |  | ------ |
| 1960                | 3197  |  | —      |
| 1970                | 10789 |  | 237,5% |
| 1980                | 25770 |  | 138,9% |
| 1990                | 41535 |  | 61,2%  |
| 2000                | 46451 |  | 11,8%  |
| 1960–2000 источник: |       |  |        |

По данным переписи населения 2000 года в Порт-Шарлотт проживало 46 451 человек, 13 601 семья, насчитывалось 20 453 домашних хозяйств и 23 315 жилых домов. Средняя плотность населения составляла около человек на один квадратный километр. Расовый состав населённого пункта распределился следующим образом: 89,23 % белых, 6,53 % — чёрных или афроамериканцев, 0,28 % — коренных американцев, 1,14 % — азиатов, 0,05 % — выходцев с тихоокеанских островов, 1,59 % — представителей смешанных рас, 1,18 % — других народностей. Испаноговорящие составили 5,16 % от всех жителей статистически обособленной местности.
Из 20453 домашних хозяйств в 20,8 % воспитывали детей в возрасте до 18 лет, 53,2 % представляли собой совместно проживающие супружеские пары, в 10,1 % семей женщины проживали без мужей, 33,5 % не имели семей. 28,2 % от общего числа семей на момент переписи жили самостоятельно, при этом 18,6 % составили одинокие пожилые люди в возрасте 65 лет и старше. Средний размер домашнего хозяйства составил 2,25 человек, а средний размер семьи — 2,71 человек.
Население статистически обособленной местности по возрастному диапазону по данным переписи 2000 года распределилось следующим образом: 18,7 % — жители младше 18 лет, 5,4 % — между 18 и 24 годами, 21,0 % — от 25 до 44 лет, 24,2 % — от 45 до 64 лет и 30,7 % — в возрасте 65 лет и старше. Средний возраст жителей составил 49 лет. На каждые 100 женщин в Порт-Шарлотт приходилось 87,7 мужчин, при этом на каждые сто женщин 18 лет и старше приходилось 84,2 мужчин также старше 18 лет.
Средний доход на одно домашнее хозяйство статистически обособленной местности составил 33 193 доллара США, а средний доход на одну семью — 38 406 долларов. При этом мужчины имели средний доход в 29 019 долларов США в год против 21 892 доллара среднегодового дохода у женщин. Доход на душу населения статистически обособленной местности составил 33 193 доллара в год. 7,3 % от всего числа семей в населённом пункте и 10,1 % от всей численности населения находилось на момент переписи населения за чертой бедности, при этом 15,8 % из них были моложе 18 лет и 6,4 % — в возрасте 65 лет и старше.